# Xiphydria prolongata
Xiphydria prolongata ist eine Pflanzenwespe aus der Familie der Schwertwespen (Xiphydriidae).

## Merkmale
Die Schwertwespen werden 11–15 mm lang. Sie besitzen eine schwarze Grundfarbe. Am Hinterkopf befinden sich zwei weiße Längsflecke. Die mittleren Tergite des Hinterleibs sind rot gefärbt. An den Seiten des Hinterleibs befinden sich mehrere weiße Flecke. Die Femora und Tibien sind überwiegend rot gefärbt. Die Basis der Tibien ist weiß. Das Weibchen besitzt am Hinterleibsende einen schwertförmigen Legebohrer.
Ähnliche Arten
Durch die Rotfärbung am ansonsten schwarzen Hinterleib unterscheidet sich die Art von den anderen mitteleuropäischen Xiphydria-Arten, so auch von Xiphydria camelus, der häufigsten Art aus der Gattung.

## Verbreitung
Die Art ist in Europa weit verbreitet. Im Norden reicht das Vorkommen bis nach Fennoskandinavien, im Süden bis nach Italien und auf den Balkan (Bulgarien). In England und in Wales ist die Art ebenfalls vertreten. In Nordamerika wurde die Art offenbar eingeschleppt.

## Lebensweise
Die Schwertwespen beobachtet man zwischen Juni und August. Die Weibchen von Xiphydria prolongata legen mit Hilfe ihres Legebohrers ihre Eier unter die Rinde toter Äste oder Äste kranker Bäume. Zu den betroffenen Bäumen gehören insbesondere die Sal-Weide, Pappeln und Ulmen. Als weitere Wirtsbäume werden genannt: Ahorne, Erlen, Birken, Hainbuchen, Platanen und Eichen. Es werden Stellen in der Borke ausgewählt, wo diese Risse sowie eine Stärke von 2–3 mm aufweist. Die Larven ernähren sich von dem Holz, möglicherweise mit Hilfe von Pilzen, die dieses „vorverdauen“. Die Verpuppung findet in einer Kammer unter der Rinde statt.

## Natürliche Feinde
Aulacus striatus ist ein Hautflügler aus der Familie Aulacidae. Es konnte beobachtet werden, dass Schwertwespen-Weibchen während der Eiablage von mehreren Weibchen dieser parasitär lebenden Hautflüglerart umringt wurden. Später stachen diese offenbar ein eigenes Ei in das im Holz befindliche Wirtsei. Die Larve von Aulacus striatus schlüpft später als die Wirtslarve und entwickelt sich koinobiont in dieser. Zu einem späteren Zeitpunkt stirbt dann die Wirtslarve.